# Tobias Barreto (Sergipe)
Tobias Barreto é um município brasileiro do estado de Sergipe, na Região Nordeste do Brasil. Localizado na região Sudoeste de Sergipe.

## Geografia
Localiza-se a uma latitude 11º11'02" sul e a uma longitude 37º59'54" oeste, estando a uma altitude de 158 metros. Tobias Barreto situa-se ás margens de uma importante rodovia federal, a BR-349, constituindo-se em um importante entroncamento rodoviário, o que permite a integração da cidade com os maiores centros urbanos da Bahia e consequentemente de Goiás, a cidade fica a 128 km da capital Aracaju e vem se destacando como um dinâmico centro de serviços para a região e por ser a cidade de maior expressão politica e econômica da região funciona como uma espécie de capital regional para o Sudoeste Sergipano e Nordeste Baiano. 
A geografia conferiu uma posição privilegiada a cidade de Tobias Barreto em relação as outras cidades da região, estando a apenas 30 km de Itabaianinha, 43,9 km de Tomar do Geru, 55 km de Poço Verde, 57 km de Cristinápolis no Estado de Sergipe e a apenas 31,5 km de Itapicuru, 43,7 km de Olindina, 40 km de Rio Real e a 65 km de Nova Soure, cidades estas que pertencem ao vizinho Estado da Bahia, dentre outras cidades próximas. 
Exatamente por causa de sua posição estratégica na região Sudoeste de Sergipe, em Tobias Barreto se encontram estabelecidas as sedes de diversos orgãos públicos e de caráter privado estaduais e também federais com competência e atribuição regional, o que a classifica como Centro regional na Hierarquia urbana estadual. Cidade-polo de referência para toda a região Sudoeste de Sergipe e Nordeste da Bahia, exercendo também sua função regional através de orgãos como o Escritório Regional da Junta Comercial do Estado, Instituto Nacional do Seguro Social, Serviço Nacional de Aprendizagem Comercial, Serviço Nacional de Aprendizagem Rural, 11º Batalhão de Polícia Militar  Delegacia Regional de Polícia Civil,Instituto Federal de Sergipe, Presídio Regional, CREAM, Posto Regional do Instituto de Identificação, Departamento Estadual de Trânsito de Sergipe, Centro de Especialidades Odontologicas, NAT e mais recentemente a sede da Comissão Regional do Sudoeste Sergipano da OAB/SE, a além de intensa atividade comercial e de serviços que atende as cidades da região Sudoeste de Sergipe e Nordeste da Bahia, o comércio de Tobias Barreto é seguramente o maior da região. Centro comercial em desenvolvimento, atende, inclusive, às cidades do vizinho Estado da Bahia, através de sua feira semanal, com sua área de influência atingindo todo o Sudoeste sergipano e também o Nordeste baiano, penetrando pelos municípios baianos vizinhos. O municipio localizado estrategicamente na parte central de sua área de influência alcança uma população que supera os 300 mil habitantes distribuidos em municípios próximos num raio de 50 km, justamente por causa de sua posição privilegiada e sua infraestrutura de polo econômico regional, atendendo entre 14 a 20 municípios nos estados de Sergipe e Bahia e mais de 300 mil habitantes. 

### Demografia
É o sétimo município mais populoso de Sergipe, com uma população estimada, em 2019, pelo Instituto Brasileiro de Geografia e Estatística (IBGE), em 52.191 habitantes.

## Topônimo
Até 1909 chamada Vila de Campos do Rio Real e depois apenas Campos. A partir de 1944 o município passa a ter o nome atual em homenagem a Tobias Barreto, importante  filósofo, poeta, crítico e jurista brasileiro.

## Clima
Segundo dados da Estação Meteorológica Particular (PWS), referentes ao período de 2020 a 2023, a temperatura mínima absoluta registrada em Tobias Barreto foi de 15,0 °C em 9 de agosto de 2022 e a máxima absoluta de 39,4 °C em 27 de fevereiro de 2020. O maior acumulado de precipitação em 24 horas atingiu 145,5 mm em 29 de novembro de 2022. Outros acumulados iguais ou superiores aos 100 mm foram: 126,5 mm em 11 de novembro de 2022, 100,6 mm em 4 de novembro de 2022, 104,9 mm em 6 de fevereiro de 2020 e 97,8 mm em 18 de abril de 2020. Novembro de 2022, com 614,9 mm, foi o mês de maior precipitação, sucedido por novembro de 2021 (294,7 mm).
| Dados climatológicos para Tobias Barreto                                                                   | Dados climatológicos para Tobias Barreto | Dados climatológicos para Tobias Barreto | Dados climatológicos para Tobias Barreto | Dados climatológicos para Tobias Barreto | Dados climatológicos para Tobias Barreto | Dados climatológicos para Tobias Barreto | Dados climatológicos para Tobias Barreto | Dados climatológicos para Tobias Barreto | Dados climatológicos para Tobias Barreto | Dados climatológicos para Tobias Barreto | Dados climatológicos para Tobias Barreto | Dados climatológicos para Tobias Barreto | Dados climatológicos para Tobias Barreto |
| Mês | Jan                                      | Fev                                      | Mar                                      | Abr                                      | Mai                                      | Jun                                      | Jul                                      | Ago                                      | Set                                      | Out                                      | Nov                                      | Dez                                      | Ano                                      |
| --- | ---------------------------------------- | ---------------------------------------- | ---------------------------------------- | ---------------------------------------- | ---------------------------------------- | ---------------------------------------- | ---------------------------------------- | ---------------------------------------- | ---------------------------------------- | ---------------------------------------- | ---------------------------------------- | ---------------------------------------- | ---------------------------------------- |
| Temperatura máxima recorde (°C)                                                                            | 38,6                                     | 39,4                                     | 39,2                                     | 38,9                                     | 36,9                                     | 33,5                                     | 33,1                                     | 33,3                                     | 37,5                                     | 39,2                                     | 38,0                                     | 37,9                                     | 39,4                                     |
| Temperatura máxima média (°C)                                                                              | 34,5                                     | 35,5                                     | 34,4                                     | 33,2                                     | 30,8                                     | 29,5                                     | 28,3                                     | 29,1                                     | 31,2                                     | 33,7                                     | 33,4                                     | 34,1                                     | 32,3                                     |
| Temperatura média compensada (°C)                                                                          | 28,5                                     | 29,2                                     | 28,6                                     | 28,0                                     | 26,1                                     | 24,8                                     | 23,9                                     | 23,9                                     | 25,3                                     | 27,4                                     | 27,8                                     | 28,3                                     | 26,8                                     |
| Temperatura mínima média (°C)                                                                              | 22,6                                     | 23,0                                     | 22,8                                     | 22,8                                     | 21,3                                     | 20,1                                     | 19,5                                     | 18,7                                     | 19,5                                     | 21,2                                     | 22,3                                     | 22,6                                     | 21,4                                     |
| Temperatura mínima recorde (°C)                                                                            | 20,0                                     | 20,2                                     | 19,5                                     | 20,2                                     | 17,6                                     | 16,8                                     | 15,8                                     | 15,0                                     | 16,6                                     | 17,5                                     | 20,0                                     | 19,1                                     | 15,0                                     |
| Precipitação (mm)                                                                                          | 56,9                                     | 55,6                                     | 79,4                                     | 87,4                                     | 120,5                                    | 140,7                                    | 112,6                                    | 84,9                                     | 63,9                                     | 43,8                                     | 47,2                                     | 36,7                                     | 929,6                                    |
| Fonte: PWS (normal climatológica de 2020-2023; recordes de temperatura: 01/01/2020 a 15/03/2023 -presente) |                                          |                                          |                                          |                                          |                                          |                                          |                                          |                                          |                                          |                                          |                                          |                                          |                                          |

## Poder Executivo
O poder executivo do município se encontra atualmente a cargo do Prefeito Dilson de Agripino (PSD).
Esta é a lista de prefeitos na história do município:
| Nº | Nome                              | Partido                         | Início do Mandato | Fim do Mandato   | Observações                                                |
| -- | --------------------------------- | ------------------------------- | ----------------- | ---------------- | ---------------------------------------------------------- |
| 1  | José Domingues de Menezes         |                                 | 1898              | 1901             | Prefeito nomeado                                           |
| 2  | Antônio Guimarães de Carvalho     |                                 | 1901              | 1904             | Prefeito nomeado                                           |
| 3  | Cel. Francisco Barreto do Rosário |                                 | 1904              | 1907             | Prefeito nomeado                                           |
| 4  | Comendador João Alves de Oliveira |                                 | 1907              | 1910             | Prefeito nomeado                                           |
| 5  | Cel. Francisco Barreto do Rosário |                                 | 1910              | 1913             | Prefeito nomeado                                           |
| 6  | Severiano Cardoso dos Santos      |                                 | 31/05/1914        | 31/03/1915       | Prefeito nomeado                                           |
| 7  | Antônio Justiniano de Menezes     |                                 | 01/01/1916        | 31/12/1918       | Prefeito nomeado                                           |
| 8  | Francisco Alves de Oliveira       |                                 | 01/01/1919        | 31/12/1921       | Prefeito nomeado                                           |
| 9  | Thomé Dantas da Costa             |                                 | 01/01/1922        | 31/12/1924       | Prefeito nomeado                                           |
| 10 | Pedro Antônio de Menezes          |                                 | 01/01/1925        | Maio de 1925     | Prefeito nomeado                                           |
| 11 | Isaías Alves Barreto              |                                 | Junho de 1925     | 31/12/1925       | Presidente do Conselho Municipal                           |
| 12 | Joviniano José dos Santos         |                                 | 01/01/1926        | 31/12/1928       | Prefeito nomeado                                           |
| 13 | Carlos Vieira Sobral              |                                 | 01/01/1929        | 07/11/1930       | Prefeito nomeado                                           |
| 14 | Josué Montalvão Filho             |                                 | 08/11/1930        | 28/11/1930       | Secretário Interino                                        |
| 15 | Filadelpho dos Santos Lima        |                                 | 28/11/1930        | 25/02/1932       | Prefeito nomeado                                           |
| 16 | José Pedro dos Santos             |                                 | 05/03/1932        | 13/04/1935       | Prefeito nomeado                                           |
| 17 | Cel. Francisco Barreto do Rosário |                                 | 29/04/1935        | 17/09/1935       | Prefeito nomeado                                           |
| 18 | Petrolino Ferreira de São José    |                                 | 18/09/1935        | Agosto de 1937   | Prefeito nomeado                                           |
| 19 | José de Souza Santos              |                                 | 21/08/1937        | 13/11/1937       | Presidente da Câmara Municial                              |
| 20 | Cel. Francisco Barreto do Rosário |                                 | 15/11/1937        | Dezembro de 1937 | Prefeito nomeado                                           |
| 21 | João Hermenegildo Ramos           |                                 | 12/12/1937        | 02/08/1940       | Prefeito nomeado                                           |
| 22 | Dr. Aloísio B. Coutinho Neves     |                                 | 03/08/1940        | 01/12/1940       | Prefeito nomeado                                           |
| 23 | Josué Montalvão Filho             |                                 | 01/12/1940        | 31/07/1941       | Secretário Interino                                        |
| 24 | Dr. Aloísio B. Coutinho Neves     |                                 | 01/08/1941        | 30/05/1942       | Prefeito nomeado                                           |
| 25 | José Joviniano dos Santos         |                                 | 31/05/1942        | 12/03/1945       | Prefeito nomeado                                           |
| 26 | Francisco Sales de Menezes        |                                 | 10/12/1945        | 10/12/1945       |                                                            |
| 27 | Dr. João Fontes de Faria          |                                 | 20/11/1945        | Dezembro de 1945 | Prefeito nomeado                                           |
| 28 | Francisco Sales de Menezes        |                                 | 10/12/1945        | 10/12/1945       | Prefeito nomeado                                           |
| 29 | João Batista Lima                 |                                 | 11/12/1945        | 10/12/1945       | Secretário Interino                                        |
| 30 | Capitão Deoclides Bastos          |                                 | 23/12/1945        | 01/03/1946       | Prefeito nomeado                                           |
| 31 | João Hermenegildo Ramos           |                                 | 16/03/1946        | 03/05/1947       | Prefeito nomeado                                           |
| 32 | João Antônio César                |                                 | 03/05/1947        | 09/11/1947       | Prefeito nomeado                                           |
| 33 | José Francisco de Menezes         |                                 | 09/11/1947        | 31/01/1951       | Prefeito eleito                                            |
| 34 | Raimundo Geraldo dos Santos       |                                 | 01/02/1951        | 31/01/1955       | Prefeito eleito                                            |
| 35 | José Francisco de Menezes         |                                 | 01/02/1955        | 31/01/1959       | Prefeito eleito                                            |
| 36 | João Valeriano dos Santos         |                                 | 01/02/1959        | 31/01/1963       | Prefeito eleito                                            |
| 37 | Raimundo Geraldo dos Santos       |                                 | 01/02/1963        | 31/01/1967       | Prefeito eleito                                            |
| 38 | Antônio de Souza Ramos            |                                 | 30/03/1967        | 31/01/1971       | Prefeito eleito                                            |
| 39 | João Valeriano dos Santos         |                                 | 01/02/1971        | 15/03/1973       | Prefeito eleito                                            |
| 40 | Luiz Alves de Oliveira Filho      |                                 | 15/03/1973        | 31/01/1977       | Prefeito eleito                                            |
| 41 | Josafá Ribeiro de Almeida         |                                 | 01/02/1977        | 09/03/1977       | Secretário Interino                                        |
| 42 | José Dias dos Santos              |                                 | 10/03/1977        | 14/04/1977       | Presidente da Câmara                                       |
| 42 | José Dias dos Santos              |                                 |                   |                  |                                                            |
| 43 | Antônio Ávila dos Reis            |                                 | 14/04/1977        | 31/01/1983       | Prefeito eleito                                            |
| 44 | Luiz Alves de Oliveira Filho      |                                 | 01/02/1983        | 31/12/1988       | Prefeito eleito                                            |
| 45 | Josafá Ribeiro de Almeida         |                                 | 01/01/1989        | 31/12/1992       | Prefeito eleito                                            |
| 45 | Josafá Ribeiro de Almeida         |                                 |                   |                  |                                                            |
| 46 | Antônio Nery do N. Júnior         | Foi cassado                     | 01/01/1993        | 31/10/1996       | Prefeito eleito                                            |
| 47 | Armindo Oliveira Santos           | Presidente da Câmara            | 01/11/1996        | 31/12/1996       |                                                            |
| 48 | Diógenes José de Oliveira Almeida |                                 | 01/01/1997        | 31/12/2000       | Prefeito eleito                                            |
| 49 | Esdras Valeriano dos Santos       |                                 | 01/01/2001        | 31/12/2004       | Prefeito eleito                                            |
| 50 | José Airton de Andrade            | Faleceu em um acidente de carro | 01/01/2005        | 23/05/2005       | Prefeito eleito                                            |
| 51 | Marly do Carmo Barreto Campos     |                                 | 25/05/2005        | 31/12/2008       | Vice-prefeita assumiu após o falecimento de Airton Andrade |
| 52 | Adilson de Jesus Santos           |                                 | 01/01/2009        | 31/12/2012       | Prefeito eleito                                            |
| 53 | Adilson de Jesus Santos           |                                 | 01/01/2013        | 31/12/2016       | Prefeito reeleito                                          |
| 54 | Diógenes José de Oliveira Almeida |                                 | 01/01/2017        | 31/12/2020       | Prefeito eleito                                            |
| 55 | Adilson de Jesus Santos           |                                 | 01/01/2021        | 31/12/2024       | Prefeito eleito                                            |
| 56 | Adilson de Jesus Santos           |                                 | 01/01/2025        | 31/12/2028       | Prefeito reeleito                                          |

## Poder Legislativo 2025-2028
Estes são os vereadores eleitos nas eleições de 06 de outubro de 2024 para a legislatura de 2025-2028:
|    | Nome                   | Partido                                | Votos | %    |
| -- | ---------------------- | -------------------------------------- | ----- | ---- |
| 1  | Roberto do IBV         | Partido Progressista (PP)              | 1,694 | 5,02 |
| 2  | Perinha de Gal de Filó | Partido Progressista (PP)              | 1,519 | 4,50 |
| 3  | Toinho Barreto         | Partido Progressista (PP)              | 1,486 | 4,40 |
| 4  | Bêta                   | Partido Progressista (PP)              | 1,408 | 4,17 |
| 5  | Nenê do Jacaré         | Partido Progressista (PP)              | 1,380 | 4,09 |
| 6  | Montival da Coalhada   | Partido Social Democrático (PSD)       | 1,290 | 3,82 |
| 7  | Júnior Cisneiros       | Partido Social Democrático (PSD)       | 1,220 | 3,61 |
| 8  | Miguelão               | Partido Social Democrático (PSD)       | 1,217 | 3,61 |
| 9  | César Prado            | Partido Social Democrático (PSD)       | 1,203 | 3,56 |
| 10 | Luís da Água Boa       | Partido Social Democrático (PSD)       | 1,133 | 3,36 |
| 11 | João Paulo da Saúde    | Movimento Democrático Brasileiro (MDB) | 1,049 | 3,11 |
| 12 | Luisete da Samambaia   | União Brasil (UNIÃO)                   | 1,037 | 3,07 |
| 13 | Chico da Taquara       | União Brasil (UNIÃO)                   | 873   | 2,59 |
| 14 | Isaque da Roma         | Partido Democrático Trabalhista (PDT)  | 788   | 2,33 |
| 15 | Verânio                | Movimento Democrático Brasileiro (MDB) | 738   | 2,19 |

## Poder Legislativo 2021-2024
Estes são os vereadores eleitos nas eleições de 15 de novembro de 2020 para a legislatura de 2021-2024:
|    | Nome                        | Partido                                | Votos | %    |
| -- | --------------------------- | -------------------------------------- | ----- | ---- |
| 1  | Gal de Filó                 | Partido Social Democrático (PSD)       | 1,572 | 5,17 |
| 2  | Roberto do IBV              | Cidadania                              | 1,427 | 4,69 |
| 3  | Toinho Barreto              | Movimento Democrático Brasileiro (MDB) | 1,424 | 4,68 |
| 4  | Miguelão                    | Partido Social Democrático (PSD)       | 1,305 | 4,29 |
| 5  | Montival da Coalhada        | Partido Social Democrático (PSD)       | 1,194 | 3,93 |
| 6  | Neguita                     | Movimento Democrático Brasileiro (MDB) | 1,071 | 3,52 |
| 7  | Careca                      | Movimento Democrático Brasileiro (MDB) | 958   | 3,15 |
| 8  | Elisângela Campos           | Partido Social Democrático (PSD)       | 945   | 3,11 |
| 9  | Gilson Ramos, Gata Amarrada | Movimento Democrático Brasileiro (MDB) | 943   | 3,10 |
| 10 | Júnior Cisneiros            | Partido Social Democrático (PSD)       | 774   | 2,55 |
| 11 | Samoel da Samambaia         | Cidadania                              | 732   | 2,41 |
| 12 | Neném do Jacaré             | Cidadania                              | 712   | 2,34 |
| 13 | Divan das Candeias          | Partido Verde (PV)                     | 685   | 2,25 |
| 14 | Finha da Sagrada Família    | Cidadania                              | 666   | 2,19 |
| 15 | Marivaldo de Nequinha       | Partido Verde (PV)                     | 596   | 1,96 |